# Giebellaubenhaus (Pillgram)

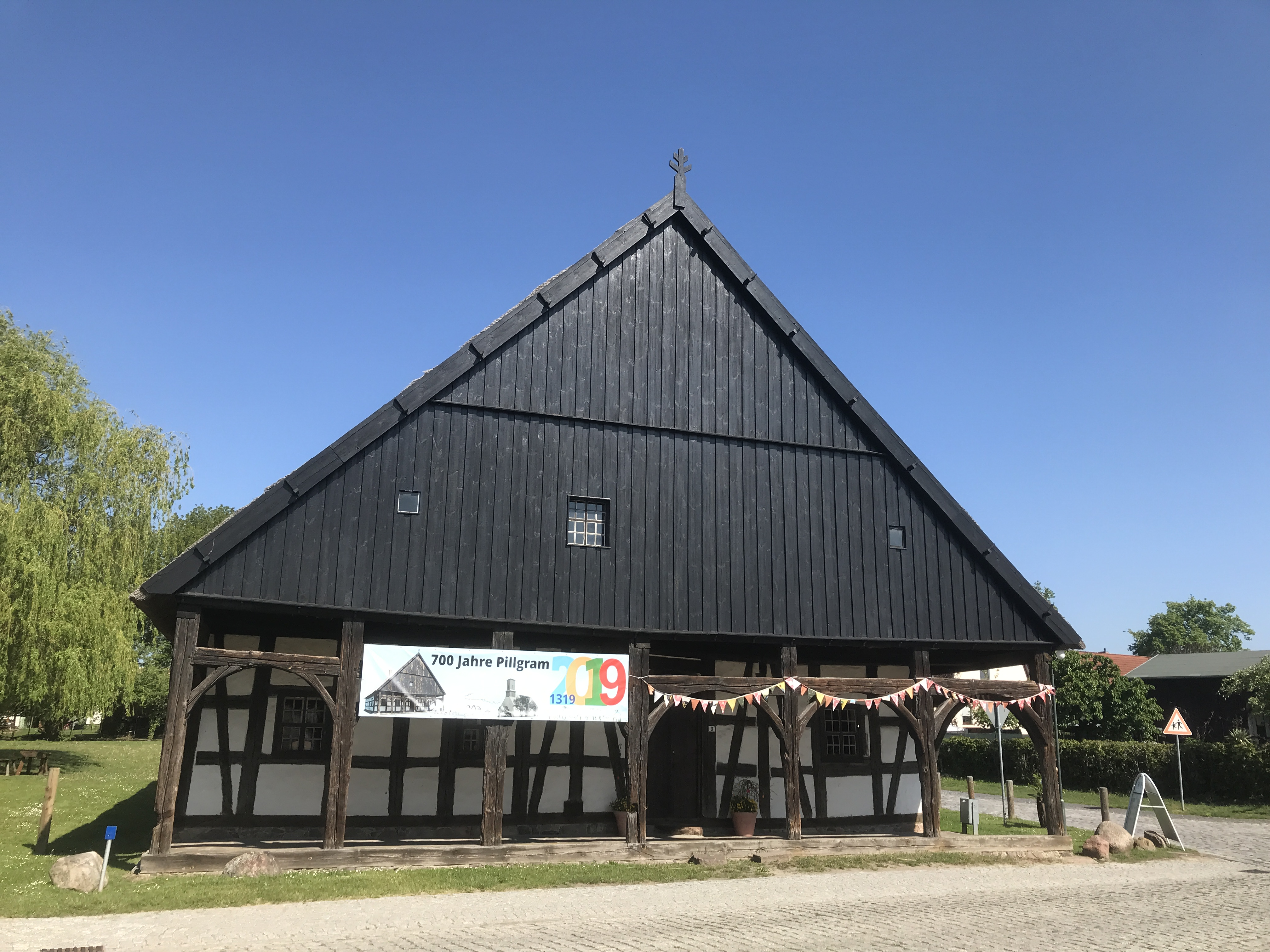
Giebellaubenhaus in Pillgram

Das Giebellaubenhaus ist ein denkmalgeschütztes Vorlaubenhaus in Pillgram, einem Ortsteil der Gemeinde Jacobsdorf im Landkreis Oder-Spree im Land Brandenburg.

## Lage
Die Biegener Straße führt von Südwesten kommend in das historische Dorfzentrum. Dort zweigt sie auf die nach Nordwesten verlaufende Schulstraße sowie die nach Südosten verlaufende Kirchstraße ab, an dessen Ende die Dorfkirche Pillgram steht. Das Bauwerk befindet sich westlich der Kreuzung Biegener Straße/Schulstraße auf einem Grundstück, das nicht eingefriedet ist.

## Geschichte
Das Bauwerk wurde in den Jahren 1594 und 1595 als Wohnhaus erbaut. Es lag zu dieser Zeit an einer Wegkreuzung eines historischen Postkurses, der von Frankfurt (Oder) über Fürstenwalde/Spree bis nach Berlin führte. Neben der Poststation existierte im Gebäude auch ein Dorfkrug. Mit dem Bau der Niederschlesisch-Märkischen Eisenbahn im 19. Jahrhundert verlor die Poststation an Bedeutung. Das Gebäude wurde fortan als Wohnhaus genutzt. 1934 deckten Handwerker das zuvor mit Stroh eingedeckte Dach mit Schilf. 1991 erfolgte eine umfassende Sanierung. Es wird im 21. Jahrhundert als Heimatmuseum und Veranstaltungsraum genutzt. Seit 2012 setzt sich der Verein zur Förderung und Erhaltung der Denkmal- und Kulturlandschaft Pillgram für das Gebäude ein. Er führt zahlreiche Aktivitäten in und um das Gebäude durch. Dazu zählen Lesungen, die Vermittlung alter Handwerkstechniken oder Feierlichkeiten.

## Baubeschreibung

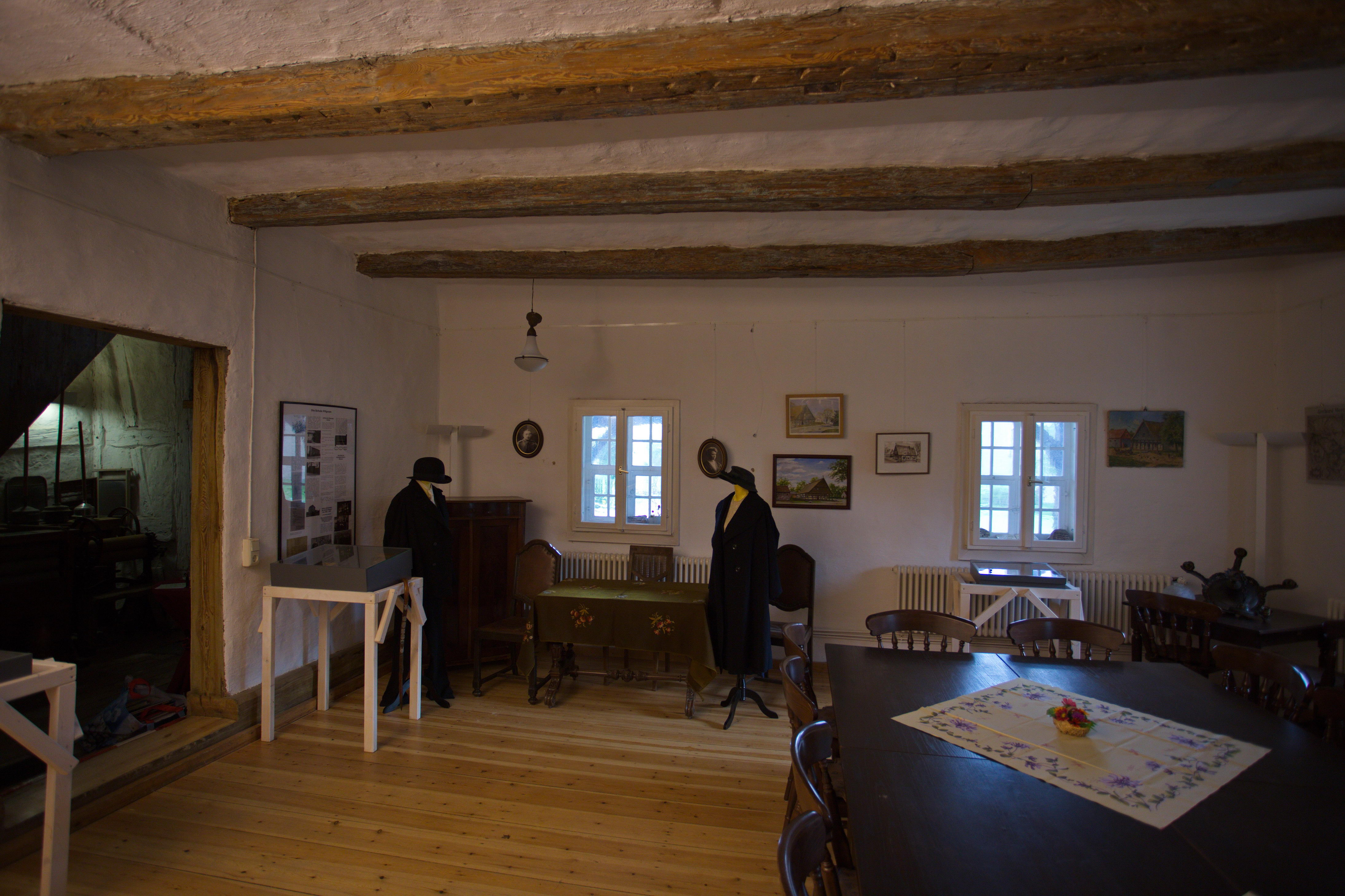
Veranstaltungsraum

Das eingeschossige Bauwerk wurde im Wesentlichen aus Fachwerk errichtet, das Gefach bestehend aus einer Mischung von Lehm und Stroh. An seiner Front ist ein breiter Laubengang, der dem Haus seinen Namen gab. Dahinter befindet sich im rechten Bereich der Zugang über eine hölzerne, rechteckige Tür. Rechts davon ist ein, links davon zwei weitere, rechteckige Fenster. Im ebenfalls hölzernen Giebel ist an der Front ein leicht links-ausmittig ein kleines Fenster, dazu kommen zwei weitere, deutlich kleinere Öffnungen an der linken und rechten Seite. An der linken Fassadenseite ist im vorderen Bereich ein weiteres Fenster, das in etwa die Proportionen der Frontöffnungen aufgreift; gefolgt von zwei deutlich kleineren Fenstern. Die rechte Seite ist annähernd identisch aufgebaut. Im hinteren Bereich sind lediglich zwei weitere Öffnungen verbaut. Die Rückseite ist bis auf eine Pforte verschlossen. Der rückwärtige Giebel ist identisch zum Frontgiebel aufgebaut. Das schlichte Satteldach ist mit Schilf gedeckt.
Im Innenraum existiert ein Mittelflur, der sich längs durch das Haus zieht. In einigen Räumen hat der Heimatverein eine Sammlung von Haus- und Wirtschaftsgeräten ausgestellt. Der ehemalige Schankraum mit einem historischen Ofen steht für Feiern und Veranstaltungen zur Verfügung. Daneben existiert eine Rauchküche.